# 藤原実方
藤原 実方（ふじわら の さねかた）は、平安時代中期の貴族・歌人。左大臣・藤原師尹の孫、侍従・藤原定時の子。官位は正四位下・左近衛中将。中古三十六歌仙の一人。

## 経歴
父・定時が早逝したため、叔父で大納言・藤原済時の養子となる。
左近衛将監を経て、天禄4年（973年）従五位下に叙爵し、天延3年（975年）侍従に任ぜられる。その後は、右兵衛権佐・左近衛少将・右近衛中将と武官を歴任する傍らで、天元5年（982年）従五位上、永観元年（983年）正五位下、寛和2年（986年）従四位下と順調に昇進する。
正暦4年（993年）従四位上、翌正暦5年（994年）には左近衛中将に叙任され公卿の座を目前にするが、長徳元年（995年）正月に突然陸奥守に左遷される。同年3月から6月にかけて、養父・済時を始めとして、関白の藤原道隆と道兼の兄弟、左大臣・源重信、大納言・藤原朝光、大納言・藤原道頼ら多数の大官が疫病の流行等により次々と没するが、養父・済時の喪が明けた9月に陸奥国に出発した。なお、赴任の奏上に際して正四位下に叙せられている。

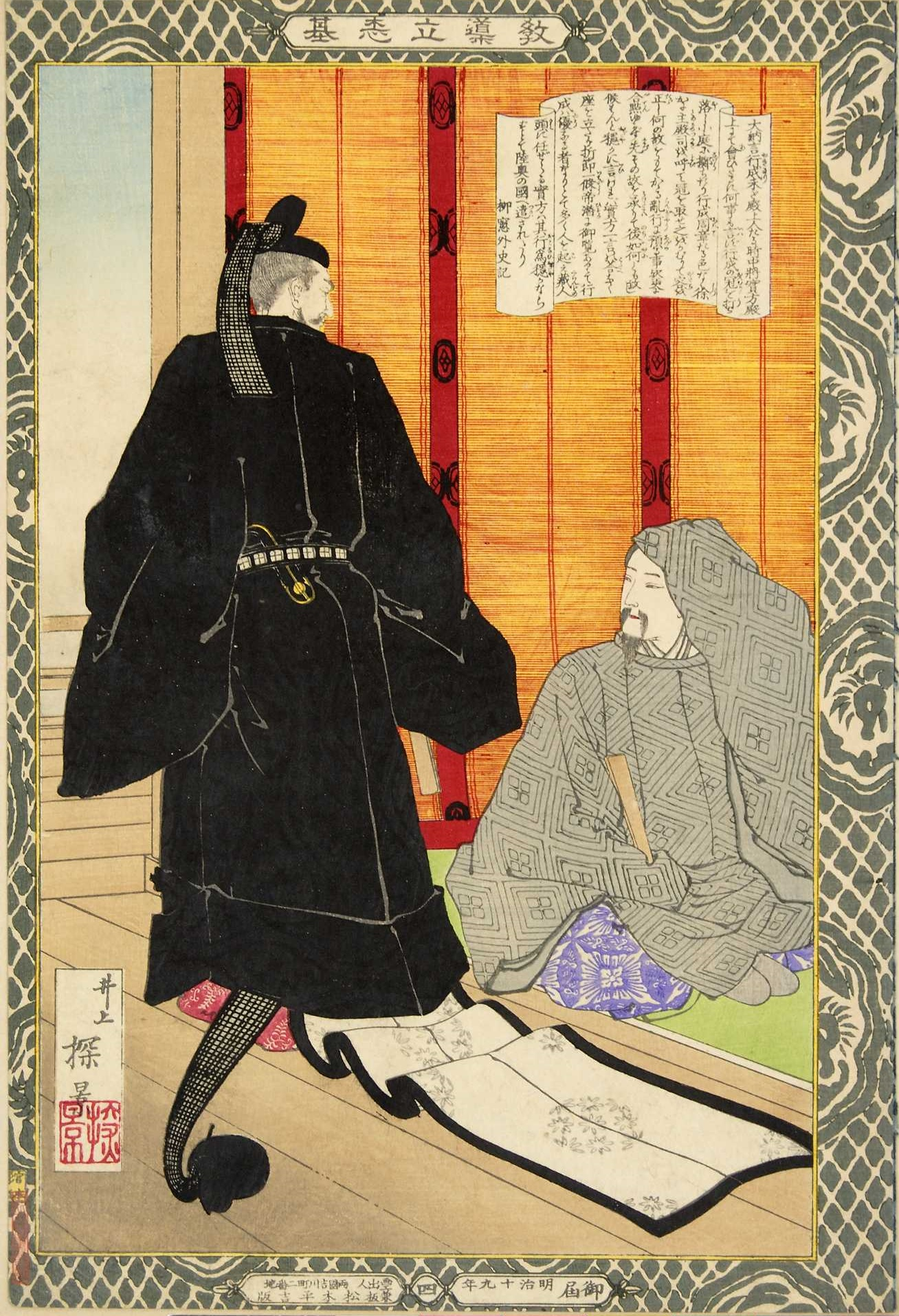
『教導立志基』「大納言行成」（井上安治筆）。行成との口論で激高した実方が、行成の冠を投げ捨てる逸話の場面。詞書には、これにより実方が一条天皇により左遷され、一方で冷静に対応した行成が高く評価されて蔵人頭に昇進したとある。

左遷を巡っては、一条天皇の面前で藤原行成と和歌について口論になり、怒った実方が行成の冠を奪って投げ捨てるという事件が発生。このために実方は天皇の怒りを買い、「歌枕を見てまいれ」と左遷を命じられたとする逸話がある。しかし、実方の陸奥下向に際して天皇から多大な餞別を受けた事が、当の口論相手の行成の日記『権記』に克明に記されている事から、左遷とは言えないとの説もある。さらにこの逸話では、口論に際して取り乱さず主殿司に冠を拾わせ事を荒立てなかった行成が、一条天皇に気に入られて蔵人頭に抜擢されたとされるが、実際の任官時期は同年8月29日と実方の任官と8ヶ月も開きがあり、さらにその任官理由は源俊賢の推挙ともされる事から、逸話と事実に不整合がある。これらの事から、後世都人の間に辺境の地で客死した実方への同情があり、このような説話（後述の死後亡霊となった噂や、雀に転生した話も含め）の形成に繋がったと考える説がある。
『今昔物語集』にある、鎮守府将軍・平維茂と藤原諸任との合戦は、実方が陸奥守在任中の事とされる。
長徳4年12月（999年1月）任国で実方が馬に乗り笠島道祖神の前を通った時、乗っていた馬が突然倒れ、下敷きになって没した（名取市愛島に墓がある）。没時の年齢は40歳ほどだったという。最終官位は陸奥守正四位下。また横浜市戸塚区にも伝墓所（実方塚）がある。
当時、陸奥守に期待された職務として宋との貿易決済で用いる砂金を調達して中央に献上する事であった。砂金の未進問題は980年代には深刻になっていたが、実方はその職務を全く果たす事なく急死したため、後任の源満政、更にその次の橘道貞の責任までが追及される事になった。最終的に寛弘5年（1008年）になって満政が絹によって実方が残した未進分を補填する事になった。一方、陸奥から朝廷を介して決済用の砂金を受けられなくなった大宰府では代金を受けられなくなった宋の商人らとのトラブル解消に苦慮し、結果的に中央に送る筈であった官物（あるいはそれで調達した硫黄や材木等の宋側の希望商品）で決済を行うようになった。

## 人物
藤原公任・源重之・藤原道信等と親しかった。風流才子としての説話が残り、清少納言と交際関係があったとも伝えられる。他にも20人以上の女性との交際があったと言われ、『源氏物語』の主人公・光源氏のモデルの一人とされる事もある。
『拾遺和歌集』（7首）以下の勅撰和歌集に64首が入集。家集に『実方朝臣集』がある。
- 小倉百人一首
  - 51番　かくとだに　えやはいぶきの　さしも草　さしも知らじな　燃ゆる思ひを（『後拾遺和歌集』恋一612）

## 逸話

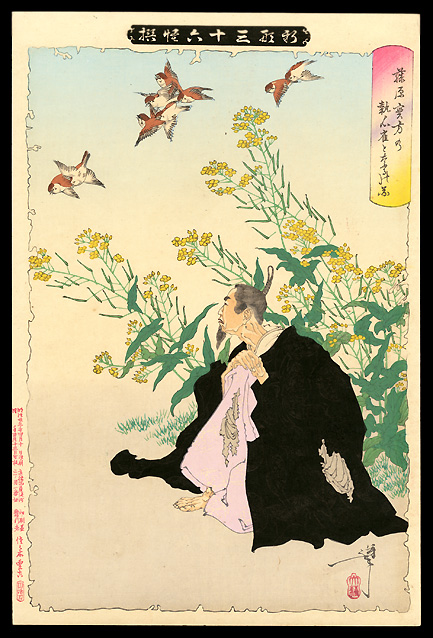
雀に化身した実方の怨念（月岡芳年『新形三十六怪撰』）

- 当時、五月の節句には菖蒲を葺(ふ)く風習があった。実方が陸奥守として下向した際、人々が節句にもかかわらず菖蒲を葺かないのを見て、国府の役人に理由を尋ねたところ、陸奥にはそのような習慣はなく、菖蒲も生えていないとの事であった。すると実方は、浅香の沼[11]に花かつみというものがあるのでそれを葺くように命じた事から、陸奥では節句に菰を葺くようになったという[12]。
- 死後、賀茂川の橋の下に実方の亡霊が出没するとの噂が流れたとされる[13]。また、死後、蔵人頭になれないまま陸奥守として亡くなった怨念により雀へ転生し、殿上の間に置いてある台盤の上の物を食べたという（入内雀）[14]。

## 官歴
『中古歌仙三十六人伝』による。
- 天禄3年（972年） 正月24日：左近衛将監
- 天禄4年（973年） 正月7日：従五位下
- 天延3年（975年） 正月26日：侍従
- 天元元年（978年） 2月2日：右兵衛権佐
- 天元5年（982年） 正月7日：従五位上。正月10日：五位蔵人[15]。正月30日：兼備後介
- 永観元年（983年） 11月20日：正五位下（宇佐便労）
- 永観2年（984年） 2月1日：左近衛少将
- 寛和元年（985年） 正月28日：兼播磨権介
- 寛和2年（986年） 7月22日：従四位下（少将労）
- 寛和3年（987年） 正月20日：見丹波権守[15]。7月16日：右馬頭
- 正暦2年（991年） 9月21日：右近衛中将
- 正暦4年（993年） 正月7日：従四位上
- 正暦5年（994年） 9月8日：左近衛中将
- 正暦6年（995年） 正月13日：兼陸奥守。9月27日：正四位下[16]
- 長徳4年（999年） 12月13日：卒去（陸奥守正四位下）

## 系譜
- 父：藤原定時
- 母：源雅信の娘[17]
- 養父：藤原済時
- 生母不詳の子女
  - 男子：藤原朝元（?-1031）
  - 男子：こそぎみ
  - 男子：賢尋
  - 男子：貞叙
  - 男子：義賢
  - 女子：菅原定義室
  - 女子：行資（姓不明）室[18]

- 以下については、各種系図類に記載が見られるが、事実かどうかには疑問がある。
  - 男子：泰救[19][20]- 母は鈴木重豊の娘[1]
  - 男子：長快[7][20]
  - 男子：実光[21] - 子孫は九鬼氏
  - 女子：少将内侍[7][22] - 母は大中臣輔親の娘、白河院女房